# 李冠志
李冠志（1987年3月20日—），臺灣職業魔術師，現居於臺北市信義區。十四歲開始學魔術，師承郭安迪、胡凱倫，曾任知名魔術師劉謙專屬助理。2008年時陪同劉謙第一次上中國中央電視台春節聯歡晚會演出。現為斯邁特魔術娛樂負責人。

## 專長
- 魔術表演
- 魔術教學
- 主持活動
- 活動策劃

## 經歷
李冠志自幼即愛上魔術，為將魔術練成爐火純青之無人能及的境界，還特地向香港的魔術界名師拜師學藝。歷經多次閉門羹，終於在第十一次造訪時拜師成功。每天苦學勤練魔術十個小時，讓他不僅拿下節目綜藝大哥大大魔競第一屆表演雙冠軍，2008年登上廈門衛視除夕春節聯歡晚會。
李冠志於十四歲時任職中國文化大學魔術社講師，至二十歲以前就指導超過二十五間學生社團，並於2003年拿下全國舞台魔術大賽冠軍、近距離魔術大賽冠軍，美國魔術師協會日本分會頒發優秀演技獎。
李冠志於2007年獲得中視《綜藝大哥大》之單元〈大魔競〉第一屆冠軍，從此知名度打開，非凡新聞台、中視新聞台、中天新聞台、年代新聞台、八大第一台、三立新聞台都曾專訪過李冠志，除了不少綜藝節目邀約演出之外，他也曾至日本、中國大陸、馬來西亞演出。

## 國內電視節目
- 非凡大探索
- 綜藝大哥大棚內、外景
- 大學生了沒
- 麻辣天后宮
- 百萬大明星
- 完全娛樂
- 台灣真善美
- POWER星期天
- 非關命運
- 王牌大明星
- 歡樂幸運星
- 歡樂智多星
- 黃金B段班
- 黃金300秒
- 愛呦我的媽
- 綜藝二人傳
- 我愛大小姐
- 青春週記

## 海外電視節目
- 2003年日本東京電視台亞洲魔術王演出
- 2008年廈門衛視除夕春節聯歡晚會演出

## 廣告
星展銀行魔術篇
優女生
放肆玩‧ funs

### 記者會經歷
Intel記者會
永慶I智慧經紀人記者會
BB寬頻記者會
日立數據系統HDS記者會
M&M巧克力記者會
法國嬌蘭蘭鑽新品上市記者會
可伶可利記者會
樂事樂無限記者會
大衛杜夫菸商記者會
花蓮石雕季記者會
萌學園記者會
兒童電視節目頒獎記者會
技職教育宣導記者會
世界血友病記者會

## 魔術指導

### 藝人指導
- 羅志祥
- 林暐恆
- 小鍾
- 陳浩民
- 瑪格麗特 (藝人)
- 小宇
- 綠茶
- 萌學園演員
- 模范棒棒堂成員
- 黑澀會美眉

### 廣告特效指導
- 肯德基加１元多１件廣告魔術效果指導
- 華特迪士尼公司魔幻嘉年華廣告魔術效果指導
- 永慶房屋I智慧經紀人廣告魔術效果指導
- 星展銀行魔術篇廣告魔術效果指導

### 學校指導
- 桃園縣私立永平高級工商職業學校表演藝術科
- 臺北市立信義國民中學魔術社
- 臺北市私立靜心國民中小學暨幼稚園魔術社
- 台北市私立開平餐飲學校魔術社
- 新北市私立復興高級商工職業學校魔術社
- 臺北市私立稻江高級護理家事職業學校魔術社
- 台北市私立中興高級中學魔術社
- 臺北市私立育達高級商業家事職業學校魔術社
- 臺北市立松山高級商業家事職業學校魔術社
- 臺北市立松山高級工農職業學校魔術社
- 新北市立雙溪高級中學魔術社
- 臺北市立大同高級中學魔術社
- 臺北市私立大同高級中學魔術社
- 臺北市立復興高級中學魔術社
- 臺北市立大直高級中學魔術社
- 臺北市立南港高級工業職業學校魔術社
- 臺北市立南湖高級中學魔術社
- 臺北市立中山女子高級中學魔術社
- 師範大學附屬中學魔術社
- 中國文化大學魔術社
- 臺北醫學大學魔術社
- 國立臺灣科技大學魔術社
- 臺北市立教育大學康輔社
- 國立臺北教育大學康輔社
- 弘光科技大學魔術社